# Chris Dickerson
Pour les articles homonymes, voir Dickerson.
Pour le joueur de baseball, voir Chris Dickerson (baseball).
Henri Christophe Dickerson, dit Chris Dickerson, est un culturiste américain né le 25 août 1939 à Montgomery (Alabama) et mort le 23 décembre 2021 à Fort Lauderdale en Floride.

## Biographie
Chris Dickerson a gagné le prestigieux concours Mr. Olympia en 1982.